# Vlag van Goosen

Vlag van Goosen

De vlag van Goosen is gebaseerd op de vlag van de Transvaalse Republiek en werd ook vierkleur genoemd. De Nederlandse vlag werd echter vervangen door de toenmalige Duitse vlag omdat Goosen werd gesticht om een verband te leggen tussen de Zuid-Afrikaansche Republiek en Duits-Zuidwest-Afrika. De groene horizontale band staat voor jeugd en hoop.

Vlag van Duitsland tussen 1867 en 1918

Biafra · Goosen · Graaff-Reinet · Britse Kaapkolonie · Katanga · Klein Vrystaat · Republiek Kliprivier · Republiek Lydenburg · Natal · Republiek Natalia · Nieuwe Republiek · Oranje Vrijstaat · Oranjerivierkolonie · Oost-Griekwaland · Ottomaanse Rijk · Rif-Republiek · Republiek Stellaland · Swellendam · Tanganyika · Transvaalkolonie · Republiek Utrecht · Verenigde Staten van Stellaland · Zaïre · Zuid-Afrikaansche Republiek · Zuid-Afrika (1928-1994) · Mijnstaat Zuid-Kasaï